# Horst Schützler
Horst Schützler (* 1935) ist ein deutscher Historiker mit dem Schwerpunkt Geschichte der Sowjetunion.

## Leben
Schützler entstammt einer Arbeiterfamilie und studierte von 1954 bis 1958 Geschichte an der Humboldt-Universität zu Berlin, wo er dann als wissenschaftlicher Assistent und Oberassistent auf dem Fachgebiet Geschichte der UdSSR und der deutsch-sowjetischen Beziehungen tätig war. 1963 promovierte er mit einer Arbeit über die sowjetische Unterstützung für die antifaschistisch-demokratischen Kräfte Berlins 1945/46. 1971 wurde er Hochschullehrer für das Fachgebiet Geschichte der Sowjetunion und Geschichte der KPdSU. 1978 erfolgte die Dissertation B über die Kultur- und Wissenschaftsbeziehungen zwischen der DDR und der Sowjetunion. Ab 1979 leitete er den Fachbereich Geschichte der UdSSR und des sozialistischen Weltsystems der Sektion Geschichte der Humboldt-Universität. 

## Veröffentlichungen
Schützler war Mitautor bzw. Mitherausgeber bei:
- Autorenkollektiv unter Leitung von Günter Rosenfeld: Geschichte der UdSSR. Von den Anfängen bis zur Gegenwart. Berlin 1976.
- Günter Rosenfeld, Günter Gorski, Alfred Anderle (Hrsg.): Deutsch-sowjetische Freundschaft. Ein historischer Abriß von 1917 bis zur Gegenwart. Deutscher Verlag der Wissenschaften, Berlin 1975.
- I. S. Galkin (Hrsg.): DDR-UdSSR. Aus zwei Jahrzehnten wissenschaftlicher Zusammenarbeit. Berlin 1971.
- Günter Rosenfeld (Hrsg.): Die Sowjetgesellschaft. Studien zu ihrer Geschichte und Gegenwart. Verlag der Wissenschaften, Berlin 1984.